# Kratbjerg (przystanek kolejowy)
Kratbjerg (duń. Kratbjerg Station) – stacja kolejowa w miejscowości Fredensborg, w Regionie Stołecznym, w Danii. 
Znajduje się na Lille Nord i jest obsługiwany przez pociągi regionalne Lokaltog.

## Linie kolejowe
- Linia Lille Nord